# Lebrecht d'Anhalt-Köthen
Lebrecht d'Anhalt-Köthen (8 avril 1622, Plötzkau – 7 novembre 1669, Köthen) est un prince de la maison d'Ascanie. Il est successivement prince d'Anhalt-Plötzkau (1653-1665) et prince d'Anhalt-Köthen (1665-1669).
Il est le deuxième fils du prince Auguste d'Anhalt-Plötzkau et de sa femme Sibylle de Solms-Laubach. À la mort de son père, il devient prince avec ses frères Ernest-Gottlieb et Emmanuel. Ernest-Gottlieb ne survit que quelques mois à son père, mais Lebrecht et Emmanuel gouvernent l'Anhalt-Plötzkau ensemble pendant douze ans.
En 1665, le prince Guillaume-Louis d'Anhalt-Köthen, au nom duquel Lebrecht et Emmanuel avaient exercé la régence de 1653 à 1659, meurt sans descendance. Sa principauté leur revient, et ils abandonnent la principauté d'Anhalt-Plötzkau à leur cousin Victor-Amédée, qui l'annexe à la principauté d'Anhalt-Bernbourg.